# Strong Arm of the Law
Strong Arm of the Law es el tercer álbum de estudio de la banda británica de heavy metal Saxon, publicado en 1980 por Carrere Records. Tras su lanzamiento obtuvo un éxito similar a su trabajo antecesor, ya que debutó en el puesto 11 en el UK Albums Chart, donde se mantuvo trece semanas consecutivas. Además, en 1981 tuvo la certificación de disco de oro en el Reino Unido luego de vender más de 100 000 copias. Para promocionarlo en el mismo año se publicó el sencillo «Strong Arm of the Law» que alcanzó el puesto 63 en la lista de sencillos de su propio país.
Con el pasar de los años se ha remasterizado en varias ocasiones, de las que destacan las versiones publicadas por EMI Music en 2006 y en 2009. La primera contó con cinco pistas adicionales en vivo y la segunda con dos mezclas, una versión alternativa de «To Hell and Back Again», cinco canciones en vivo grabadas el 25 de abril de 1982 en el estudio B15 de la BBC y una versión temprana de «Sixth Form Girls» llamada «Mandy».

## Lista de canciones
Todas las canciones escritas por Byford, Quinn, Oliver, Dawson y Gill

| N.º | Título                   | Duración |  |
| 1.  | «Heavy Metal Thunder»    | 4:20     |  |
| 2.  | «To Hell and Back Again» | 4:44     |  |
| 3.  | «Strong Arm of the Law»  | 4:39     |  |
| 4.  | «Taking your Chances»    | 4:19     |  |
| 5.  | «20,000 Ft.»             | 3:16     |  |
| 6.  | «Hungry Years»           | 5:18     |  |
| 7.  | «Sixth Form Girls»       | 4:19     |  |
| 8.  | «Dallas 1PM»             | 6:29     |  |

| Pistas adicionales en relanzamiento de 2006 |                                   |          |  |
| N.º                                         | Título                            | Duración |  |
| 9.                                          | «20,000 Ft.» (en vivo)            | 3:30     |  |
| 10.                                         | «Dallas 1PM» (en vivo)            | 6:18     |  |
| 11.                                         | «Hungry Years» (en vivo)          | 5:56     |  |
| 12.                                         | «Strong Arm of the Law» (en vivo) | 4:52     |  |
| 13.                                         | «Heavy Metal Thunder» (en vivo)   | 4:01     |  |

| Pistas adicionales en remasterización de 2009 |                                                    |          |  |
| N.º                                           | Título                                             | Duración |  |
| 9.                                            | «20,000 Ft.» (en vivo en la BBC)                   | 3:17     |  |
| 10.                                           | «Dallas 1 PM» (en vivo en la BBC)                  | 6:01     |  |
| 11.                                           | «The Eagle Has Landed» (en vivo en la BBC)         | 7:32     |  |
| 12.                                           | «747 (Strangers in the Night)» (en vivo en la BBC) | 4:41     |  |
| 13.                                           | «To Hell and Back Again» (versión alternativa)     | 4:47     |  |
| 14.                                           | «20,000 Ft.» (mezcla)                              | 4:10     |  |
| 15.                                           | «Mandy» (primera versión de «Sixth Form Girls»)    | 3:58     |  |
| 16.                                           | «Heavy Metal Thunder» (mezcla)                     | 4:15     |  |

## Miembros
- Biff Byford: voz
- Graham Oliver: guitarra eléctrica
- Paul Quinn: guitarra eléctrica
- Steve Dawson: bajo
- Pete Gill: batería